# Götzinger Achen
Pour les articles homonymes, voir Goetzinger.
La Götzinger Achen est une rivière allemande d'une longueur de 30,8 km qui coule dans le land de la Bavière. Elle est un affluent de la Salzach dans le bassin du Danube.

## Source de la traduction
- (de) Cet article est partiellement ou en totalité issu de l’article de Wikipédia en allemand intitulé « Götzinger Achen » (voir la liste des auteurs).